# Naturbilleder (København)
|  | Denne artikel er oprettet af botten PalnaBot ud fra en ekstern database. Den kan derfor have sproglige fejl eller mangler. Denne skabelon kan fjernes efter kontrol af indholdet. |

Naturbilleder (København) er en film med ukendt instruktør.

## Handling
Optagelser fra tårnet i Zoo. Pan over København. Frederiksberg slot ses. Vindmølle. Dykker går ned fra båd i havnen. Udgravning af havnebassin (?). Øresundskysten i forgrund, stenhøfter, fort i baggrund. Dykkeren en gang til. Øresundskysten en gang til. Dykkeren igen. Møllen. Udsigten igen. Mere dykker Dronning Louises bro. Lystbådehavn. 2 klip:Lille pige vaskes i mindre badekar. Elegant par foran pejs. Manden læser op af en bog og ser beundrende på damen.